# Aktuell Rapport
Aktuell Rapport var en svensk tidskrift med delvis pornografiskt innehåll som utgavs av Tre-Mag Sweden AB. Tidningen innehöll vanligtvis utvik av två eller tre kvinnor, en bildpornografisk serie, läsares sexberättelser, semestertips för sexresor och reportage från olika sex- och porrmässor. Utöver innehåll av sexuell och pornografisk karaktär innehöll den reportage om motorer, bilar, rymdfart, kriminalitet och film.

## Historia
Tidningen började ges ut 1978 av Leif Hagen  och utgjorde då till största delen en postorderkatalog för hans företag Martinshop. I början var tidningen  månadstidning men gavs senare ut med två veckors mellanrum för att en bit in på 1980-talet utges varje vecka. I början på 2000-talet sjönk tidningens upplaga och tidningen gavs ut varannan vecka. I takt med att utgivningstakten ökade försvann postorderkatalogen och ersattes med helsidesannonser för postorderprodukterna bland tidningens artiklar. Till nummer 25/2006 ändrade tidningen logotyp.
Ingen utgivning efter 2017.